# 荒井幸昭
荒井 幸昭（あらい ゆきあき、1940年（昭和15年）6月23日 - 2019年（令和元年）6月14日）は、昭和から平成時代の政治家。山形県南陽市長。

## 経歴
中央大学法学部卒業。1976年（昭和51年）4月から17年3か月にわたり南陽市議会議員を務め、1994年（平成6年）4月からは同議長を務めた。1998年（平成10年）7月、南陽市長に当選し2期務めた。
市長在任中は、第4次南陽市総合計画の策定、公立置賜総合病院の開設、えくぼプラザ、赤湯小学校、交流プラザ「蔵楽」の建設、斎場整備などに尽くした。